# Fiskargrunden, Nagu
Fiskargrunden är en ö nära Sandö i Nagu,  Finland.   Den ligger i Pargas stad i den ekonomiska regionen  Åboland  och landskapet Egentliga Finland. Ön ligger just sydost om Sandö, omkring 13 kilometer öster om Nagu kyrka,  32 kilometer söder om Åbo och 150 km väster om Helsingfors. Närmaste allmänna förbindelse är förbindelsebryggan vid Pensar som trafikeras av M/S Nordep.